# Рейнхард III (граф Ганау)
Рейнхард III Ганауский (нем. Reinhard III. von Hanau; 22 апреля 1412 — 20 апреля 1452) — граф Ганау с 26 июня 1451 года.

## Биография
Родился в 1412 году, был старшим из сыновей Рейнхард II Ганауского и потому, в соответствии с принятым в роду Ганау принципом первородства, являлся наследником графства. Его старшая сестра Катерина в 1421 году вышла замуж за графа Томаса II Ринеккского, но он в 1431 году скончался, и когда она впоследствии вновь вышла замуж (за графа Вильгельма II Хеннеберг-Шлойзингского) — Рейнхард стал с 1434 года опекуном её несовершеннолетних детей от первого брака.
26 июня 1451 года скончался отец, и Рейнхард унаследовал графство Ганау. Однако он пробыл у власти всего 10 месяцев, скончавшись во время поездки в Гейдельбергский университет. Так как его сыну в этот момент было всего 3 года, после смерти Рейнхарда в графстве разразился кризис по вопросу о наследовании титула.

## Семья и дети
11 июля 1446 года Рейнхард женился на Маргарет Мосбахской (дочери пфальцграфа Мосбаха Оттона I). У них было двое детей:
1. Филипп (1449—1500), основавший графство Ганау-Мюнценберг;
2. Маргарет (1452—1467), которая была помолвлена с Филиппом Эпштайнским, но скончалась до свадьбы.